# Cécile Biéler
Pour les articles homonymes, voir Biéler.
 (mai 2022).
Cécile Butticaz ou Cécile Biéler-Butticaz (nom d'alliance), née le 2 juillet 1884 à Genève et morte le 1er juin 1966, est une ingénieure vaudoise.

## Biographie

### Origines et famille
Cécile Biéler naît Cécile Butticaz le 2 juillet 1884 à Genève. Elle est originaire de Puidoux, Jongny et du Châtelard (puis de Genève après son mariage). 
Son père, Constant Butticaz, est ingénieur ; sa mère, née Eugénie Mercanton, est la fille du syndic de Cully.
Elle épouse Alfred Biéler, ingénieur, en 1910. 
Le conseiller d'État du canton de Vaud Philippe Biéler est son petit-fils.

### Études et parcours professionnel
Cécile Butticaz est la première femme ingénieure-électricienne à avoir décroché un diplôme de l'école d'ingénieurs de Lausanne en 1907. Également docteure ès sciences, elle étudie l'invar, un alliage très utilisé dans l'horlogerie.
Assistante en physique à Lausanne, elle travaille ensuite avec son père, puis dirige en 1909 un bureau de femmes ingénieures.
Elle fonde à Brigue l'école protestante alors qu'elle travaille avec son mari à la seconde galerie du Simplon. Professeur de mathématiques dans l'enseignement privé à Lausanne et à Genève, elle reprend des études à Genève où elle obtient un doctorat ès sciences physiques (1929).

### Autres activités
Cofondatrice du club Soroptimist lausannois en 1949, Cécile Butticaz est très active dans divers mouvements (femmes libérales, Union des femmes, protestants disséminés).

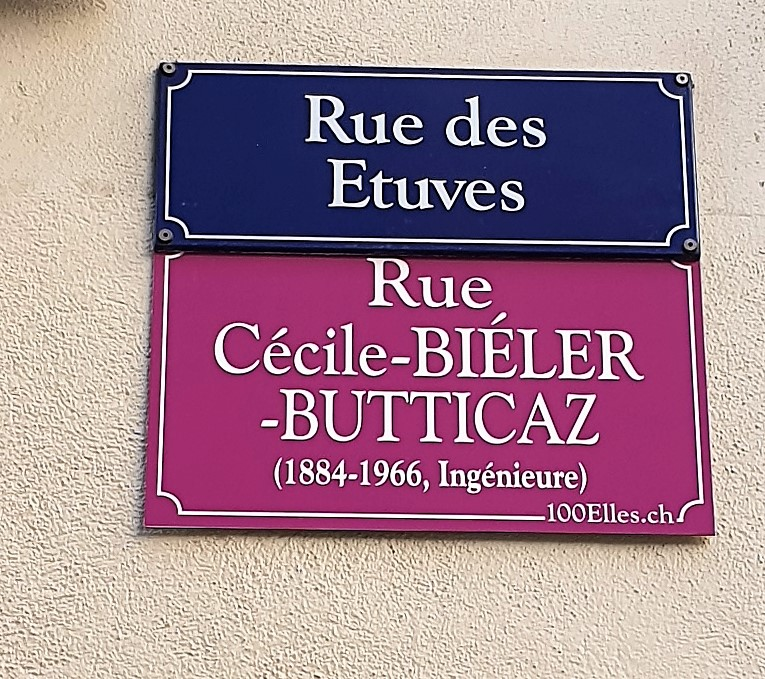
Une plaque de rue temporaire à son nom, rue des Étuves à Genève.

### Postérité
Le 25 avril 2003, une plaque en son honneur a été posée à la place de la Navigation, à Genève où elle a vécu durant vingt ans.
Le 8 mars 2022, un chemin[à vérifier] est baptisé en son honneur sur le campus de l'EPFL dans la commune d'Écublens[source insuffisante].

### Sources
- « Cécile Biéler », sur la base de données des personnalités vaudoises sur la plateforme « Patrinum » de la Bibliothèque cantonale et universitaire de Lausanne.
- 24 Heures 2003/04/19 p. 23 photo
- Du salon à l'usine : vingt portraits de femmes Corinne Dallera et Nadia Lamamra (p. 189-198) 24 Heures 2004/01/07 p. 21 avec photo
- Armand Brulhart, « Cécile Biéler » dans le Dictionnaire historique de la Suisse en ligne.
- Schweizer Frauenheim, 1909/03/13
- Femmes suisses, 1966/06/18
- photographie Nitzche, Lausanne Patrie suisse, (E. D.) 1907, no 363, p. 201-202